# Au temps de l'amour
Au temps de l'amour (愛の時間) est un josei manga écrit et dessiné par Ebine Yamaji, prépublié dans le Feel Young et publié en un tankōbon par Shōdensha en 2008. La version française est éditée par Asuka en 2009 puis reprise par Kazé.

## Synopsis
Shiori est une jeune artiste réservé et célibataire. Le seul à recueillir ses confidences est son meilleur ami, Toda, étudiant à la faculté.
Tout bascule le jour où elle rencontre Kageyama, camarade d’université de Toda, qui semble aussi solitaire qu’elle. Elle développe une fascination pour le jeune homme et va chercher à apprendre un peu plus sur lui, jusqu’à ce que la fatalité fasse naître le début d’une étrange histoire d’amitié.

### Documentation
- Virginie Sabatier, « Au temps de l'amour », dans Manga 10 000 Images n°3, Versailles : Éditions H, septembre 2010, p. 179-180.